# Île Andersson
Pour les articles homonymes, voir Andersson.
Ne doit pas être confondu avec Île Anderson.
L'île Andersson (nommée Isla Uruguay par l'Argentine) est une île de l'océan Austral située au nord-est de l'extrémité de la péninsule Antarctique dans le détroit Antarctique.
L'île a tout d’abord été nommée par l'expédition antarctique française en 1838, qui l'appela île Rosamel en l'honneur de l'amiral Claude du Campe de Rosamel, ministre de la Marine française. Aujourd'hui, celle qu'on appelle île Rosamel est un îlot rocheux à la fin du détroit de l'Antarctic, et qui marque l'entrée en mer de Weddell. Ce fut une escale pour la deuxième exploration française de la région, Jules Dumont d'Urville mit l'ancre au large de l'île lorsque les conditions à bord de l'Astrolabe et de la Zélée devinrent insoutenables : la majorité de l'équipage de l'Astrolabe était atteinte des symptômes évidents de scorbut.
L'expédition antarctique suédoise (1901-1904) a renommé l'île « l'Uruguay » en 1902.
Elle a finalement été rebaptisée l'île Andersson, le 21 novembre 1949, en référence au docteur Johan Gunnar Andersson (1874-1960), un géologue suédois membre de l'expédition suédoise qui avait survécu plusieurs mois, avec deux compagnons, dans la baie de l'Espoir à 30 km de là. Le changement de nom était nécessaire pour éviter toute confusion avec l'île Uruguay (en), faisant partie des îles Argentine à l'ouest de la terre de Graham.